# Chris Bonington
Chris Bonington, właśc. sir Christian John Storey Bonington (ur. 6 sierpnia 1934 w Hampstead w Londynie) – brytyjski wspinacz, alpinista i himalaista, podróżnik, najbardziej znany brytyjski alpinista profesjonalny o wielkim dorobku. Autor kilkunastu książek o tematyce górskiej. Z wykształcenia zawodowy wojskowy. Nazwany w Anglii  Mr Alpinism.
Ukończył University College School w Hampstead, a później Royal Military Academy Sandhurst. W 1956 skierowano go do służby w Royal Tank Regiment, w RFN. Po trzech latach przeniesiono go do Army Outward Bound School (Armijna Szkoła Przetrwania) jako instruktora wspinaczki. Od 1961 porzucił pracę w wojsku, by na stałe zająć się alpinizmem, pisarstwem górskim oraz fotografią (od 1974 używał Olympusa OM-1 oraz szerokiej gamy obiektywów Zuiko – od 16 do 400 mm).
W 1986 odznaczony Orderem Imperium Brytyjskiego (C.B.E.), a w 1996 wyróżniony przez królową brytyjską tytułem szlacheckim za wybitne osiągnięcia w górach całego świata. Laureat wielu nagród, w tym medalu Royal Geographical Society w 1974 r. Autor kilkunastu książek i realizacji filmowych o górach i wspinaniu. Jest żonaty, ma dwóch synów.

## Osiągnięcia wspinaczkowe
Największe osiągnięcia:
- 1958 – pierwsze brytyjskie przejście drogi Bonattiego na południowo-zachodnim filarze Petit Dru w Alpach;
- 1960 – wejście na Annapurnę II w składzie łączonej ekspedycji Brytyjsko-Nepalsko-Indyjskiej;
- 1961 – drugie wejście na Nuptse (7879 m n.p.m.);
- 1961 – pierwsze przejście Filara Frêney na Mont Blanc w zespole z Ianem Cloughem, Donem Whillansem i Janem Długoszem;
- 1961 – pierwsze wejście na Centralną Wieżę w masywie Torres del Paine w Patagonii z Donem Whillansem;
- 1961 – pierwsze brytyjskie przejście północnej ściany Eigeru z Ianem Cloughem;
- 1970 – kierownik zakończonej sukcesem wyprawy na południową ścianę Annapurny. Dougal Haston i Don Whillans weszli na szczyt;
- 1973 – pierwsze wejście na Brammah (6411 m n.p.m.) w Kaszmirze;
- 1974 – pierwsze wejście na Changabang (6864 m n.p.m.) w Himalajach Garhwalu;
- 1975 – kierownik brytyjskiej wyprawy na Mount Everest, podczas której Dougal Haston i Doug Scott weszli na szczyt ścianą południowo-zachodnią;
- 1975 – kierownik brytyjskiej wyprawy na zachodnią ścianę K2;
- 1977 – wspinaczka i słynne dramatyczne sześciodniowe zejście ze szczytu Baintha Brakk (7285 m n.p.m.) wraz z Dougiem Scottem;
- 1980 – kierownik wyprawy brytyjskiej na Kongur Tagh (7719 m n.p.m.) w Pamirze Wschodnim, na szczyt wszedł z Peterem Boardmanem, Alem Rousem i Joe Taskerem;
- 1983 – pierwsze wejścia na Shivling (6501 m n.p.m.) w Himalajach, styl alpejski;
- 1983 – pierwsze brytyjskie wejście na Masyw Vinsona (4897 m n.p.m.) w Antarktyce – solo;
- 1985 – w wieku 50 lat wchodzi na Everest w składzie wyprawy norweskiej;
- 1988 – kierownik brytyjsko-amerykańskiej wyprawy, która dokonała pierwszego wejścia na zachodni wierzchołek Melungtse (7023 m n.p.m.);
- 1988 – kierownik wyprawy „Greenland the hard way” (Grenlandia trudniej!) która popłynęła na Grenlandię i próbowała zdobyć szczyt The Catherdral;
- przez lata 90. brał udział w wielu wyprawach, dokonując pierwszych przejść w górach Grenlandii, Rolwaling Himal i Kimanur Himalaya. Wszedł na Elbrus i przeszedł północno-wschodni filar Uszby.

W 2002 prowadził wyprawę która próbowała zdobyć dziewiczy szczyt Sepu Kangri w Tybecie. Na początku roku 2003 odbył wyjazdy wspinaczkowe do Jemenu, Tarafotu w Maroku i w Pireneje w Hiszpanii.
W Polsce był m.in. gościem Explorers Festival w Łodzi w listopadzie 2002, a także XXIII Festiwalu Górskiego w Lądku Zdroju, we wrześniu 2018.

## Publikacje po polsku
- Chris Bonington, Everest – najtrudniejsza droga, tyt. oryg. Everest the Hard Way, przełożył [z ang.] Wojciech Adamiecki. – Warszawa, Iskry, 1987. ISBN 83-207-0944-X.